# Jeannie Pepper
Jeannie Pepper, född 9 juli 1958 i Chicago i Illinois, USA, är en afroamerikansk skådespelerska i pornografisk film. Hon har medverkat i 219 filmer sedan debuten 1984.